# Dalea frutescens
Dalea frutescens es una especie de planta herbácea perteneciente a la familia de las leguminosas. Es originaria de México.

## Descripción
Es un arbusto sin espinas que alcanza un tamaño de hasta 3 metros de altura; tallos de color gris a marrón claro, hojas finas, de color marrón rojizo. Hojas hasta 3 cm de largo, dividido en un máximo de 8 pares de pequeños foliolos y una terminal en un eje central, los foliolos con glándulas salpicadas en la superficie inferior. Glándulas visible bajo una lente de mano de 10 aumentos. Flores en cabezas densas o espigas en los extremos de las ramas, pequeñas, de color púrpura, que bren a partir de julio a octubre. Fruto una cápsula poco visible.

## Hábitat
Ocasional en suelo superficial sobre la piedra caliza en situaciones de secano sin sombra. Se reproduce por semilla que germina entre los 3 y 5 días, también por esqueje semileñoso.
Tolera la helada, el calor y la sequía.
Prefiere suelo pedregoso, rocoso, bien drenado y fértil, no muy compacto, a pleno sol o con luz filtrada.

## Taxonomía
Dalea frutescens fue descrita por Asa Gray y publicado en Boston Journal of Natural History 6(2): 175–176. 1850.
Etimología
El género fue nombrado en honor del boticario inglés Samuel Dale (1659-1739).
frutescens: epíteto latíno que significa "que llega a ser arbusto".
Sinonimia
- Parosela frutescens Vail
- Parosela frutescens (A.Gray) Rose
- Parosela frutescens var. laxa (Rydb.) B.L.Turner
- Parosela laxa Rydb.[4]'